# 穩得議席
穩得議席（英語：Safe seat），簡稱「穩席」，又稱「穩得席位」，是指一個政黨在選舉中最有把握勝出的議席。當一個政黨的候選人在其選區的選舉舉行之前，已幾乎可以肯定會勝出，便可視為取得一個穩得議席。在稱呼上隨各地不同如台灣使用「安全席次」與「安全名單」，香港則是「穩得議席」。

## 說明
穩得議席和邊緣席位之間有一個範圍。穩得議席仍然可以在壓倒性選舉中易手，例如恩菲爾德·索斯蓋特在1997年英國大選中被保守黨（以及潛在的未來黨領袖邁克爾·波蒂略）輸給工黨，而其他席位可能仍然處於邊緣地位，儘管全國出現了大幅波動，例如作為Gedling，工黨在 20 年的每次選舉中都以微弱優勢獲勝，直到2019年大選，儘管在此期間取得了重大勝利和失敗。Gedling 仍然會被視為一個邊緣席位，即使它已經被工黨佔據了很長時間。穩得議席通常是一方長期持有的席位，但這兩個概念不可互換。
穩得議席的成因有很多，最普遍是由於該政黨在那些選區內的地區工作已有一段時間，其形象深入民心，因此其他未有該地區工作經驗的人便很難取得支持。還有可能是族群因素，例如某一族群聚居的地區，通常他們都會選擇同一族群的人。

## 各地範例
台灣在名單比例代表制上，依政黨往年基本得票數推估的當選席次，稱為「安全名單」。
日本方面，在單一選區部分稱為「無風選挙」，代表當選者和次名差距極大的情形（或說第二位及當選者（或最低得票當選者）間的惜敗率極低的情況），幾乎可確定當選者將會當選。而前任內閣總理大臣安倍晉三是其中一位，大部分是自由民主黨。

## 另見
- 選舉
- 信任投票

## 外部連結
- 総務省|選挙関連資料 （页面存档备份，存于）